# 荒木浩 (オウム真理教)
荒木 浩（あらき ひろし、1968年5月1日 - ）は、日本の宗教団体オウム真理教の人物。教団の広報を担当する幹部として活動。大阪府出身。京都大学文学部卒業。身長173.8cm、足のサイズは26.5cm。

## 教団との関わり
1992年、京都大学大学院修士課程（研究テーマはカンディンスキー）二年次在学中に麻原彰晃のレクチャーを聞き、セブン-イレブンでのアルバイトを経て、大学院を中退、入信。
1996年、ノンフィクション作家の森達也が、一連のオウム真理教事件後の教団広報副部長として活動する荒木を取材（映画は『A』として1998年公開）。
1996年4月24日、東京地方裁判所で麻原の第一審の初公判が行われている中、上九一色村の第六サティアン前で、オウム真理教広報副部長として会見。麻原が法廷で教団の主宰者と答えたことについて、「信仰を続ける信者やオウム真理教に対し、責任を示していると思う」とコメントした。
1999年5月、テレビ朝日の番組『朝まで生テレビ!』にオウム真理教広報副部長として出演。
1999年12月に上祐史浩が出所して以降、上祐の秘書として活動。
2000年2月、「宗教団体・アレフ」の発足とともに広報部長に就任。
2003年、「宗教理念の違い」によって教団代表であった上祐と対立。上祐は6月に松本家（松本智津夫の妻の知子、三女、二女)の意向により「修行」として教団から隔離され、10月には実質的に教団の運営から除かれる。荒木はその後出家信者を対象に麻原回帰を訴える「お話会」を連続して開催し、上祐の教団改革を「グル外し」であるとして批判。
2004年2月、教団の烏山施設（東京都世田谷区）で記者会見し、上祐が中心だった教団運営を2003年10月以降幹部の集団指導体制に変えたことを報告。
2004年11月、上祐が教団活動に復帰。荒木は上祐を支持する一派（「代表派」）と対立する「反代表派」として「お話会」の開催を続ける。
2005年3月、地下鉄サリン事件から10年を迎え東京メトロ霞ケ関駅で行われた慰霊式に出席。マスメディアに登場したのは1年ぶりと報じられた。
2010年3月31日に会見を開き警察庁長官狙撃事件で警視庁公安部がオウムを名指しした件につき人権侵害であると抗議した。
2013年11月27日、警察庁長官狙撃事件について警視庁公安部がオウム真理教によるテロとする内容の捜査結果を公表したことで名誉を傷つけられたとして、東京都と池田克彦警視総監を相手に5千万円の損害賠償などを求める訴訟の控訴審判決後に東京都内で会見し、判決が一審に続き100万円の賠償を命じたことを「正当な判断」と評価した。
2015年3月20日、地下鉄サリン事件から20年を迎え東京メトロ霞ケ関駅で行われた慰霊式に事件の被害者で作家のさかはらあつしと共に献花に訪れた。